# François Henri van Kinschot
Jhr. François Henri van Kinschot (Amersfoort, 23 oktober 1899 – Warmond, 2 januari 1985) was een Nederlandse burgemeester. Hij was lid van de CHU.

## Leven en werk
Van Kinschot, telg van het geslacht Van Kinschot, was een zoon van de generaal-majoor der cavalerie jhr. Henri François van Kinschot en Diete Johanna Willemina van Sandick. Hij studeerde rechten aan de Universiteit Leiden. Van Kinschot werd in 1929 benoemd tot burgemeester van Zuidlaren. In 1934 volgde zijn benoeming tot burgemeester van Alkmaar. Hij vervulde deze functie tot 1946 met een onderbreking tijdens de Tweede Wereldoorlog van 1942 tot 1945 toen hij door de bezetter was afgezet als burgemeester.
In 1946 werd hij benoemd tot burgemeester van Leiden. Deze functie vervulde hij tot zijn pensionering in 1964. In een interview door het Leidsch Dagblad bij zijn aantreden in 1946 werd Van Kinschot omschreven als: 'een forse stevige gestalte met een echt-Hollands open gezicht en ogen, die tintelen van levenslust. Hij maakt direct een vlotte, levendige indruk, iemand die zich gemakkelijk beweegt en met mensen weet om te gaan'. Van Kinschot had als nevenfuncties: president-commissaris van de Leidse Duinwaterleiding Maatschappij en curator van de Universiteit Leiden.
Van Kinschot was gehuwd met Josina Margaretha Dorhout Mees. Zij kregen vier zoons. Hij overleed in januari 1985 op 85-jarige leeftijd te Warmond.
Van Kinschot was kapittelridder en rechtsridder van de Johanniter Orde in Nederland.

## Onderscheidingen
Van Kinschot werd in 1951 benoemd tot Officier in de Orde van Oranje-Nassau en in 1964 tot Ridder in de Orde van de Nederlandse Leeuw. Bij zijn afscheid als burgemeester van Leiden kreeg hij de zilveren erepenning van de stad Leiden toegekend. Hij werd in 1957 door de paus benoemd tot Commandeur in de Orde van Sint-Gregorius de Grote.